# Nankana Sahib
Nankana Sahib (pendżabski/urdu: ننكانہ صاحِب‬) – miasto w Pakistanie, w prowincji Pendżab. W 2017 roku liczyło 79 540 mieszkańców.